# Chaperina fusca
Chaperina fusca is een kikker uit de familie smalbekkikkers (Microhylidae). De soort werd voor het eerst wetenschappelijk beschreven door François Mocquard in 1892. Later werd de wetenschappelijke naam Microhyla leucostigma gebruikt. Het is de enige soort uit het monotypische geslacht Chaperina.

## Uiterlijke kenmerken
De kikker heeft een zwarte rug met een blauwe tekening, de ledematen zijn lichter tot geel. Op de zwarte buikzijde zijn afstekende gele, ronde vlekken aanwezig. Mannetjes worden ongeveer 20 millimeter lang, vrouwtjes worden iets groter.

## Algemeen
Chaperina fusca komt voor in delen van Azië en leeft in de landen Filipijnen en Maleisië. Over de biologie en levenswijze is vrijwel niets bekend. De kikkers zijn moeilijk te vinden omdat ze zo klein zijn. De mannetjes maken geen goed hoorbaar kwaakgeluid zoals veel andere kikkers maar een zacht tsjilp-geluid om de vrouwtjes te lokken.